# Reynella
Reynella är en ort i Australien. Den ligger i kommunen Onkaparinga och delstaten South Australia, omkring 19 kilometer söder om delstatshuvudstaden Adelaide. Antalet invånare är 2 109.
Runt Reynella är det tätbefolkat, med 550 invånare per kvadratkilometer.. Närmaste större samhälle är Adelaide, omkring 19 kilometer norr om Reynella.
Runt Reynella är det i huvudsak tätbebyggt. Genomsnittlig årsnederbörd är 729 millimeter. Den regnigaste månaden är juni, med i genomsnitt 133 mm nederbörd, och den torraste är december, med 21 mm nederbörd.